# Dominic Howard
Dominic James Howard (Stockport, 7 dicembre 1977) è un batterista britannico, famoso per la sua militanza nel gruppo musicale Muse.
In parallelo con i Muse, nel 2011 entrò nel supergruppo creato da Jason Hill: i Vicky Cryer, in cui oltre a loro due, suona un altro batterista, Alex Carapetis (Nine Inch Nails), l'ex-bassista dei Jamiroquai Nick Fyffe e Jeff Kite.

## Biografia
Dominic Howard nasce a Stockport non lontano da Manchester nel 1977. All'età di 8-9 anni si trasferisce con la famiglia a Teignmouth una cittadina sulla riviera del Devon. All'età di 11 anni si avvicina alla batteria, strumento che non abbandonerà più.
Nel 2004 il padre William Howard morì per un infarto miocardico acuto subito dopo aver assistito al concerto dei Muse al Glastonbury Festival. La scomparsa improvvisa del padre portò il batterista in un periodo di depressione, spingendolo a pensare di lasciare il gruppo. Dopo qualche tempo e grazie al supporto della sua famiglia e degli altri due componenti della band, i Muse continuarono successivamente il loro tour.

## Carriera

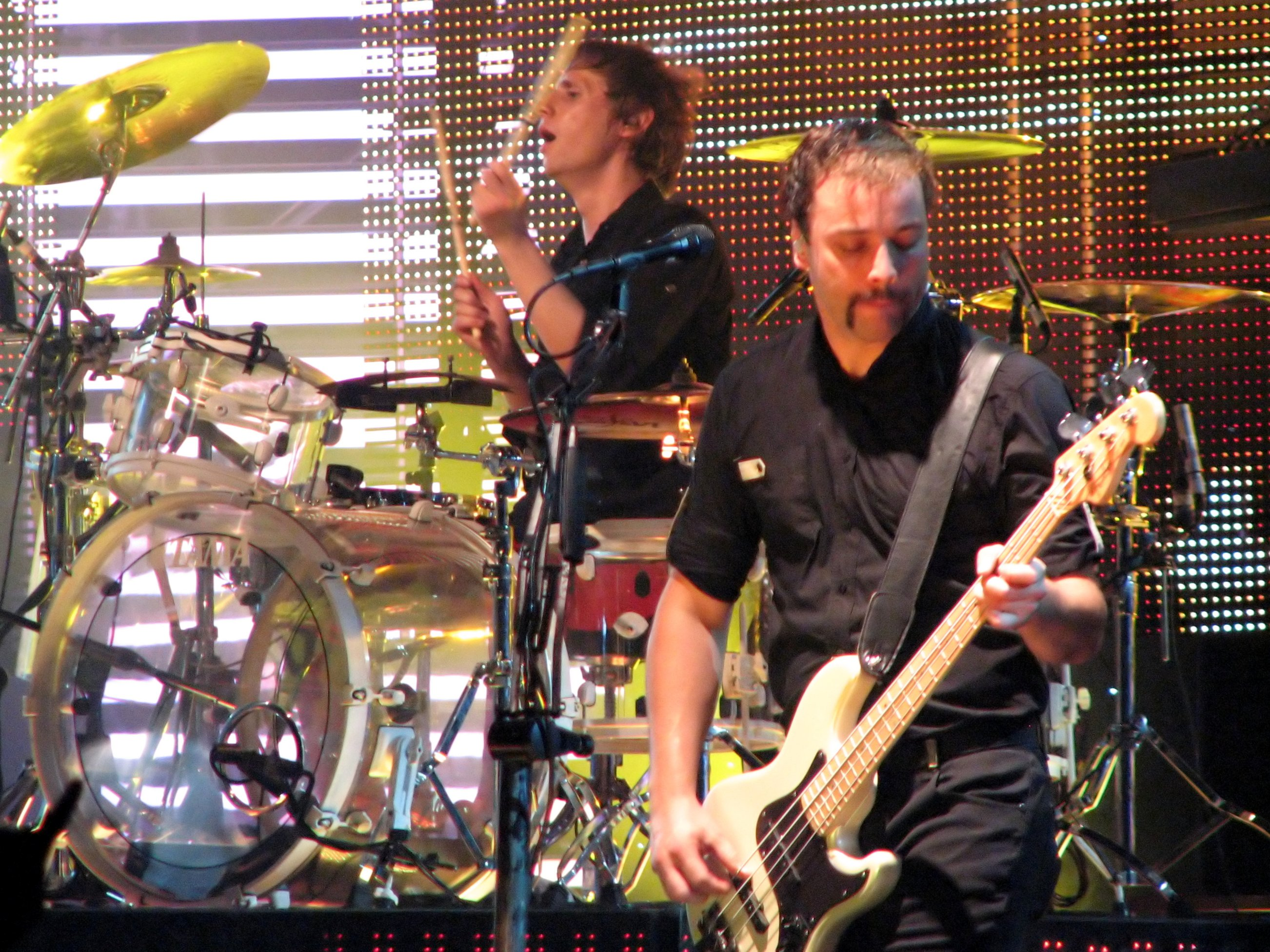
Dominic Howard e il bassista Chris Wolstenholme durante un concerto

Nel periodo scolastico entra a far parte dei Carnage Mayhem, primo gruppo in cui milita. Durante questo periodo incontra Matthew Bellamy che invece suona la chitarra ma che in quel momento non faceva parte di nessun gruppo. Intanto il chitarrista dei Carnage Mayhem abbandonò il gruppo e fu sostituito da Bellamy. Altri membri del gruppo abbandonano il progetto nei due anni successivi e alla fine gli unici componenti rimasero proprio Howard e Bellamy, i quali modificarono il nome del gruppo prima Gothic Plague e infine in Rocket Baby Dolls. Nei primi anni novanta si aggiunge al duo Chris Wolstenholme che viene convinto da Bellamy ad abbandonare la batteria per il basso elettrico. Nel 1994 il gruppo partecipa ad una competizione musicale scolastica nella loro città di Teignmouth e vincono la gara. Da quel momento prendono definitivamente il nome di Muse.